# Buchenavia kleinii
Buchenavia kleinii är en tvåhjärtbladig växtart som beskrevs av Arthur Wallis Exell. Buchenavia kleinii ingår i släktet Buchenavia och familjen Combretaceae. Utöver nominatformen finns också underarten B. k. paulensis.